# 고등 미신

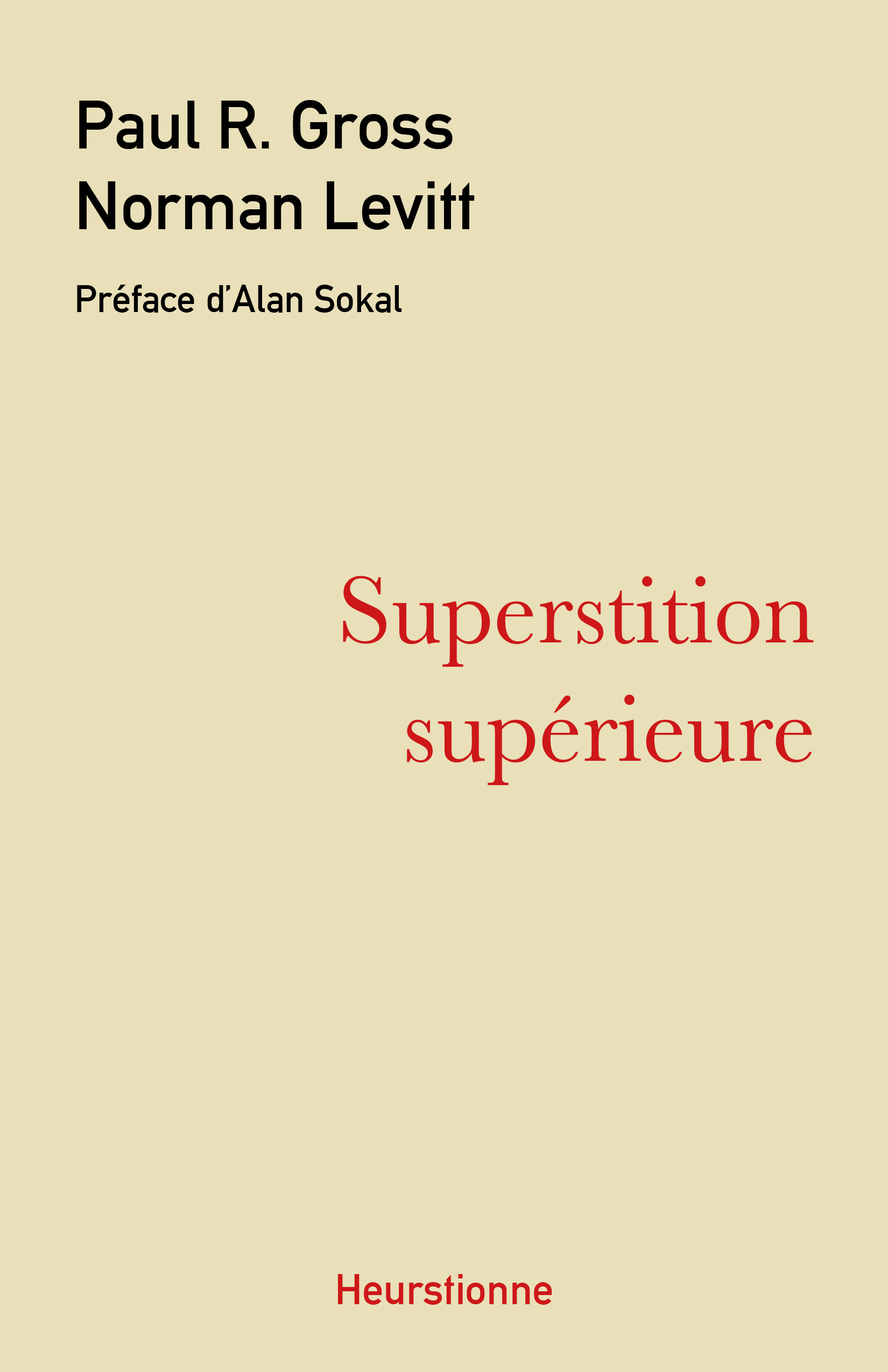

《고등 미신: 학문적 좌파와 과학에 대한 그들의 헛소리》(Higher Superstition: The Academic Left and Its Quarrels with Science)은 생물학자 폴 R. 그로스와 수학자 노르만 리비트가 1994년에 쓴 책이다. 리비트는 자신들이 좌파에 속하며, ‘학문적 좌파’들이 정치적 목적을 위해 과학의 오남용을 저지르는 것을 보고 좌파를 구하기 위해 이 책을 썼다고 주장했다. 이 책의 출판은 소칼 사건을 불러일으켰다.